# Liste der Naturdenkmale in Allmannsweiler
| Naturdenkmale | Anzahl |
| ------------- | ------ |
| FND           | 0      |
| END           | 4      |
| Gesamt        | 4      |

Die Liste der Naturdenkmale in Allmannsweiler nennt die verordneten Naturdenkmale (ND) der im baden-württembergischen Landkreis Biberach liegenden Gemeinde Allmannsweiler. In Allmannsweiler gibt es insgesamt vier als Naturdenkmal geschützte Objekte, keines ist ein flächenhaftes Naturdenkmal (FND), alle sind Einzelgebilde-Naturdenkmale (END).
Stand: 31. Oktober 2016.

## Einzelgebilde (END)
| Name                                          | Bild | Kennung     | Einzelheiten   | Position | Fläche Hektar | Datum         |
| --------------------------------------------- | ---- | ----------- | -------------- | -------- | ------------- | ------------- |
| Eiche bei der Kirche                          |      | 84260060003 | Allmannsweiler | ⊙        | 0,0           |               |
| 1 Eiche und Hecke beim Kreuz                  | BW   | 84260060002 | Allmannsweiler | ⊙        | 0,0           | 25. Sep. 1940 |
| 2 Akazien                                     | BW   | 84260060004 | Allmannsweiler | ⊙        | 0,0           | 25. Sep. 1940 |
| 2 Stieleichen, Quercus robur an der Hohlgasse | BW   | 84260060001 | Allmannsweiler | ⊙        | 0,0           | 1. Juni 1971  |
| Legende für Naturdenkmal                      |      |             |                |          |               |               |